# 양말요정 휴고의 대모험
《양말요정 휴고의 대모험》(Lichozrouti, Oddsockeaters)은 체코에서 제작된 갈리나 미클리노바 감독의 2016년 애니메이션, 모험, 가족 영화이다. 동명의 소설 The Oddsockeaters에 기반을 둔다. 조연우 등이 주연으로 출연하였고 온드레이 트로얀 등이 제작에 참여하였다.

## 출연

### 주연
- 조연우
- 박상우
- 신정훈
- 이민형
- 송영인
- 방지원
- 크리스토프 하덱
- 온드레이 트로얀
- 타티아나 빌헬모바

### 조연
- 요세프 소므르
- 마체 루퍼트

## 기타
- 공동제작: 아르센 안톤 오스토이치